# Werik Popó
Werik Silva Pinto, noto come Werik Popó (San Paolo, 17 ottobre 2001), è un calciatore brasiliano, attaccante del Fagiano Okayama in prestito dal RB Bragantino.

## Carriera
Soprannominato Werik Popó in onore del pugile Acelino Freitas, si è unito alle giovanili dell'Oeste nel 2020. Nel 2021 è passato in prestito all'Águia de Marabá per disputare il Campionato Paraense 2021.
Tornato all'Oeste, ha esordito in prima squadra con il club il 19 giugno 2021, sostituendo Léo Artur nei minuti finali dello 0-0 casalingo contro il Criciúma in Série C. Promosso definitivamente nella squadra principale, ha segnato il suo primo gol il 19 febbraio 2022, all'ultimo minuto nella vittoria esterna per 2-1 contro il XV de Piracicaba nel Campeonato Paulista Série A2.
Il 12 agosto 2022 ha firmato un contratto quinquennale con il Red Bull Bragantino, squadra di Série A. Ha esordito nella categoria il 18 settembre, sostituendo l'infortunato Alerrandro nel pareggio interno per 1-1 contro il Goiás, ma venendo lui stesso sostituito dopo soli 37 minuti.
Il 19 luglio 2023 è stato ceduto in prestito al Suwon Bluewings per un anno.

## Statistiche

### Presenze e reti nei club
Statistiche aggiornate al 27 settembre 2023.
| Stagione        | Squadra         | Campionato      | Campionato | Campionato | Coppe nazionali | Coppe nazionali | Coppe nazionali | Coppe continentali | Coppe continentali | Coppe continentali | Altre coppe | Altre coppe | Altre coppe | Totale | Totale | Totale |
| Stagione        | Squadra         | Comp            | Pres       | Reti       | Comp            | Pres            | Reti            | Comp               | Pres               | Reti               | Comp        | Pres        | Reti        | Pres   | Reti   |        |
| --------------- | --------------- | --------------- | ---------- | ---------- | --------------- | --------------- | --------------- | ------------------ | ------------------ | ------------------ | ----------- | ----------- | ----------- | ------ | ------ | ------ |
| 2021            | Águia de Marabá | PD/PA           | 5          | 0          |                 | -               | -               |                    | -                  | -                  |             | -           | -           | 5      | 0      |        |
| 2021            | Oeste           | A2/SP+C         | 0+3        | 0          | CB              | 0               | 0               |                    | -                  | -                  |             | -           | -           | 3      | 0      |        |
| 2022            | Oeste           | A2/SP+D         | 15+14      | 6+5        | CB              | 1               | 0               |                    | -                  | -                  | CP          | 2           | 0           | 32     | 11     |        |
| 2022            | RB Bragantino   | A1/SP+A         | 0+9        | 3          | CB              | 0               | 0               | CL                 | 0                  | 0                  |             | -           | -           | 9      | 3      |        |
| 2023            | RB Bragantino   | A1/SP+A         | 9+0        | 0          | CB              | 2               | 0               | CS                 | 0                  | 0                  |             | -           | -           | 11     | 0      |        |
| 2023            | Suwon Bluewings | K1              | 3          | 0          | CC              | 0               | 0               |                    | -                  | -                  |             | -           | -           | 3      | 0      |        |
| Totale carriera | Totale carriera | Totale carriera | 58         | 14         |                 | 3               | 0               |                    | 0                  | 0                  |             | 2           | 0           | 63     | 14     |        |